# Новошахтинськ
Новоша́хтинськ — місто обласного підпорядкування в Ростовській області Росії, розташоване на річці Малий Несвітай. Місто розташоване на заході Ростовської області, на її кордоні з Луганською областю України (Новошахтинськ—Должанський), за 80 км на північ від Ростова-на-Дону. Населення — 113 372 осіб (2010).

## Історія

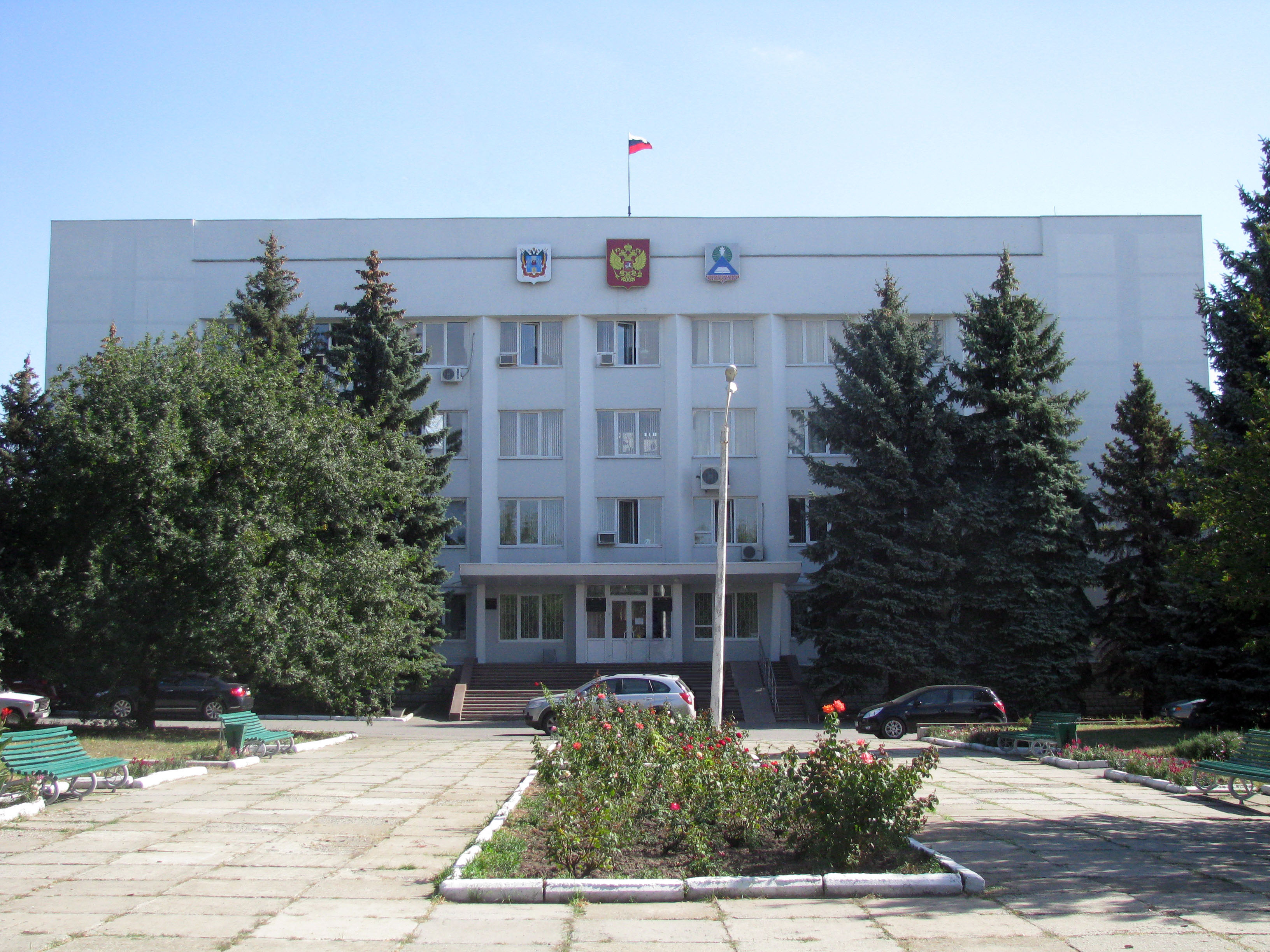
Міська дума та адміністрація

З 1840 по 1910 роки на місці нинішнього міста виникають вугільні селища, а 1910 року вони об'єднуються в один: рудник «Несветай». В цей час підприємцями ведеться інтенсивне будівництво дрібних шахт. 1913 року, з появою на руднику Миколи Парамонова, сина ростовського мільйонера, видобуток вугілля значно розширилася. Він заклав перші п'ять великих шахт, проклав залізничну лінію Несветай—Гірська, побудував перші 48 кам'яних казарм для робітників й 4 котеджі для адміністрації.
31 січня 1939 року Указом Президії Верховної ради СРСР руднику присвоюється статус міста. Ця дата вважається днем заснування міста Новошахтинськ.
Наприкінці 1990-х років всі шахти міста закриваються, припиняє роботу молочний завод, припиняють свою діяльність всі кінотеатри міста.

## Населення
В 2004 році до міста було приєднано декілька навколишніх селищ.
| 103 566 | 101 500 | 104 152 | 107 772 | 101 131 | 113 372 |

## Економіка
Раніше Новошахтинськ був великим центром вугільної промисловості. В останні роки вуглевидобуток в місті припинив своє існування через закриття всіх шахт. У зв'язку з реструктуризацією вугільної галузі економіка міста перепрофільована на інші види виробництва.
У Новошахтинську розвивається легка, харчова промисловість, будіндустрія, метало-і деревообробка, розширюється торговельна мережа. У 2009 році поряд із містом компанією «Юг Русі» був запущений нафтопереробний завод, який, як передбачається, стане новим містоутворюючим підприємством. Новошахтинський завод нафтопродуктів (НЗНП) — єдиний НПЗ у Ростовській області. Завод розташований поблизу Новошахтинська, близько 15 км від кордону з Україною.
21 червня 2022 року на Новошахтинському нафтопереробному заводі сталося пожежа. За даними ЗМІ, спалах міг початися внаслідок удару безпілотника. Незалежного підтвердження цієї інформації немає. Площа спалаху становила близько 50 м². Росія одразу ж почала звинувачувати Україну, з метою прикриття своїх злочинів внаслідок російського вторгнення в Україну та пришвидшити процес 
прихованої мобілізації для продовження ведення бойових дій проти України.

## Відомі особистості
В поселенні народився:
- Бутенко Сергій Олександрович (* 1960) — радянський футболіст та російський тренер.
- Овечкін Микола Васильович (1929—1993) — російський радянський художник.